# Heraklider
Herakliderne er sønner og efterkommere af Herakles, der blev anset som stamfader til flere adels- og fyrsteslægter i Grækenland og Makedonien, men specielt for den gren, der vandrede ind i Peloponnes sammen med dorerne og blev herrer over de vigtigste dele af halvøen. Efter Herakles' død blev hans søn Hyllos forfulgt af Eurystheus og fandt tilflugt i Athen; Eurystheus døde i kamp mod athenerne, da han søgte at få Hyllos udleveret. Hyllos drog senere i spidsen for dorerne mod Isthmen, men blev i tvekamp dræbt af den tegeatiske konge Echemos. Dorerne og Hyllos måtte trække sig tilbage og slog sig ned i Doris. Kleodaios – Hyllos' søn og hans barnebarn Aristomachos rettede mislykkede angreb mod de achaiiske konger i Peloponnes. Først næste slægtsled – Aristomachos' sønner – erobrede landet. 
Herakliderne gik over den korinthiske havbugt, overvandt og dræbte Orestes' søn Teisamenos, der nu herskede over atridernes rige. Det delte de mægtige heraklider mellem sig. så Temenos fik Argos, Prokles og Eurystheus Lakonike, Kresfontes Messenien, mens Oxylos fik Elis. 